# شهرستان خودمختار بیچوان کیانگ
بیچوان کیانگ (به لاتین: Beichuan Qiang Autonomous County) یک سکونتگاه مسکونی در جمهوری خلق چین است که در میانیانگ واقع شده‌است.

## خصوصیات
بیچوان کیانگ ۲٬۸۶۷٫۸۳ کیلومترمربع مساحت و ۱۶۰٬۱۵۶ نفر جمعیت دارد و ۵۹۸ متر بالاتر از سطح دریا واقع شده‌است.